# Щипачи (село)
Щипачи́ — село в городском округе Богданович Свердловской области России.

## География
Село Щипачи расположено на обоих берегах реки Полдневой, в 19 км на юго-восток от города Богдановича, на наземном транспорте — 21 км.
Ближайшие населённые пункты: деревня Верхняя Полдневая, деревня Алёшина, село Байны.
Часовой пояс
Щипачи, как и вся Свердловская область, находится в часовой зоне МСК+2. Смещение применяемого времени относительно UTC составляет +5:00.

## Население
| 2002 | 2010 | 2021 |
| ---- | ---- | ---- |
| 216  | ↘149 | ↘108 |

## Уличная сеть
Заречная улица, Луговой переулок, Рабочая улица, Рабочий переулок

## Русская православная церковь
Храм Петра и Павла существует с 1815 года. С 1915 года — каменный. В советское время в здании церкви был устроен кинотеатр.